# Damian Borth

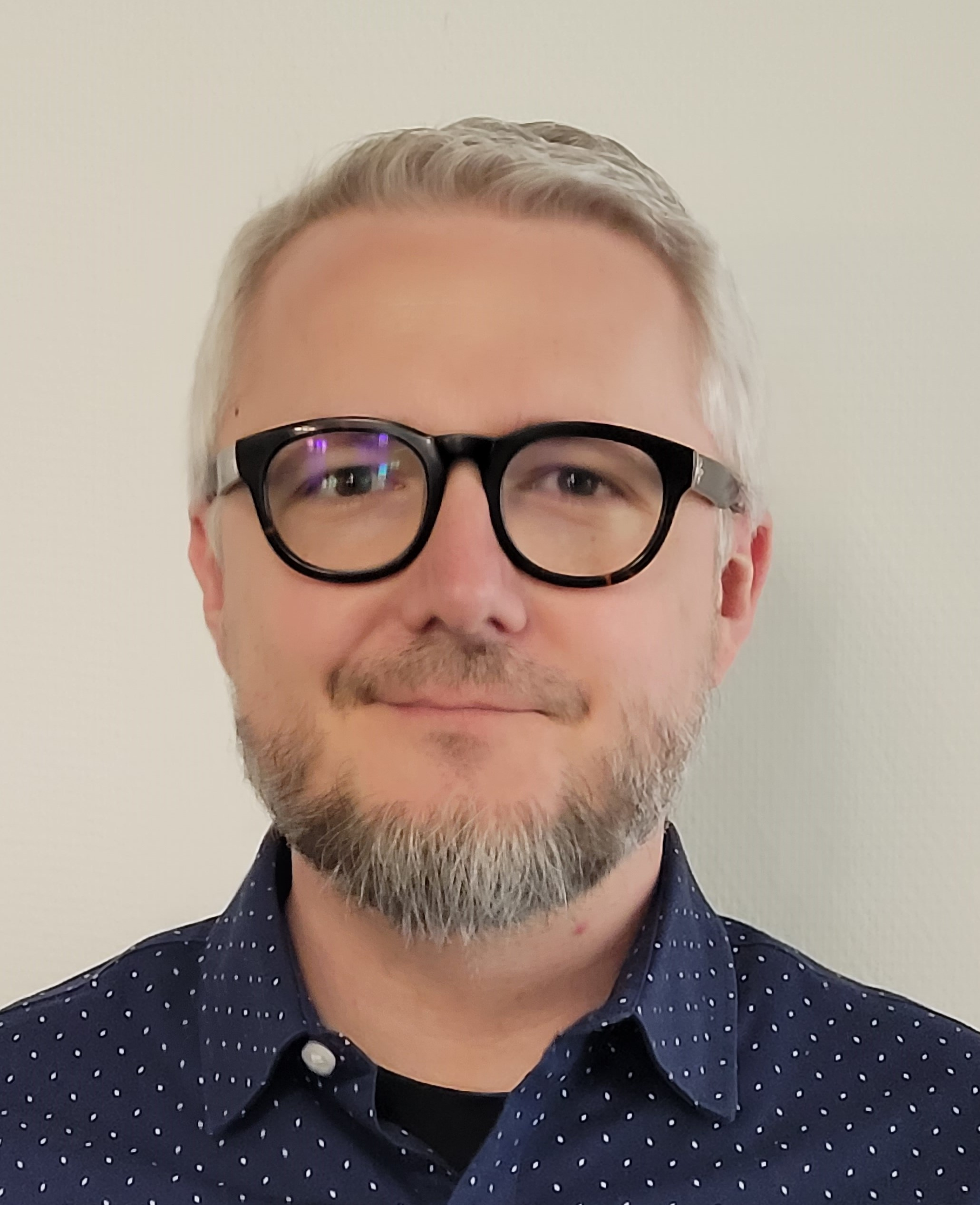
Damian Borth, Professor der Informatik, Universität St. Gallen, 2025

Damian Borth (* 1981) ist ein deutscher Informatiker und Hochschullehrer.

## Leben und Wirken
Borth wurde in Polen geboren. Seine Familie zog in den Westen um, als Damian sechs Jahre alt war. Er wuchs in Mannheim und Heidelberg auf. Borth machte 2001 das Abitur an der Carl-Benz-Schule in Mannheim. Er studierte an der Universität Kaiserslautern, wo er 2010 mit einem Master in Informatik abschloss. Während seines Doktoratsstudiums von 2011 bis 2014 mit einem Stipendium des Max-Planck-Instituts war er 2012 Visiting Scholar am Digital Video and Multimedia Laboratory der Columbia University in New York City. Er promovierte 2014 im Fachbereich Informatik der Universität Kaiserslautern bei Thomas M. Breuel mit der Arbeit Visual Learning of Socio-Video Semantics. Anschließend forschte er als Postdoc an der University of California at Berkeley zusammen mit Jitendra Malik und Alexei A. Efros und auch am damit liierten International Computer Science Institute in Berkeley, wo er an Projekten des maschinellen Lernens mitwirkte. Nach seiner Rückkehr nach Europa wurde er Gründungsleiter des Deep Learning Competence Center im Deutschen Forschungszentrum für Künstliche Intelligenz (DFKI) in Kaiserslautern. Über seine Arbeit am DFKI schrieb die Frankfurter Allgemeine Zeitung: Er ist Deutschlands Mister Deep Learning. Seit 2018 ist er an der Universität St. Gallen als Ordinarius für Artificial Intelligence and Machine Learning tätig. Er wurde beauftragt, den Aufbau eines neuen Departments Informatik und eines Studiengangs zur Informatikausbildung durchzuführen. Dazu wurde ihm ein Superrechner des Typs Nvidia DGX-2 zur Verfügung gestellt.
Borth und sein Team forschen und lehren in den Bereichen Künstliche Intelligenz, Maschinelles Lernen, Deep Learning, Satelliten-Bildanalyse und Erdbeobachtung. Das Projekt Hyper-Representations: Learning from Populations of Neural Networks von Borth wird vom Schweizerischen Nationalfonds während vier Jahren unterstützt. Borth wurde zum Akademischen Leiter des Doktoratsprogramms für Informatik ernannt.
Borth äusserte sich zum KI-Wettstreit zwischen den USA, der Volksrepublik China und Europa. Dieser Wettstreit wird u. a. angefeuert durch die Perspektiven der künstlichen allgemeinen Intelligenz. Nach seiner Meinung könnte eine geeignete europäische Regulierung eine Chance sein. Zitat: Wenn wir es schaffen, Werkzeuge für die Kontrolle von KI-Modellen zu bauen, für Zertifikate und Sicherheitsgarantien, würden wir zu Torhütern für die Technologie.

## Veröffentlichungen
- Damian Borth., alexandria.unisg.ch, abgerufen am 8. März 2024
- Damian Borth. IEEE Explore, abgerufen am 8. März 2024
- Damian Borth. researchgate.net, abgerufen am 8. März 2024

## Auszeichnungen (Auswahl)
- 2016: NVIDIA AI Lab Award
- 2018: AI Fellow, NVIDIA
- 2022: Google Research Scholar Award
- 2023: Association for Computing Machinery SIGMM Test of Time Award